# یولیا باروسوکوا
یولیا باروسوکوا (به انگلیسی: Yulia Barsukova) ژیمناست زادهٔ ۳۱ دسامبر ۱۹۷۸ میلادی اهل کشور روسیه است.